# Leo Dillier
Leo Dillier (* 29. April 2001 in Möhlin) ist ein Schweizer Beachvolleyballspieler.

## Karriere
Dillier begann im Alter von sechs Jahren mit Volleyball und Beachvolleyball. 2015 wurde er Schweizer U15-Beachvolleyballmeister. Seit 2019 konzentriert sich Dillier auf den Sport im Sand. Mit seinem Standardpartner Florian Breer erreichte er bei der U22-Europameisterschaft in Antalya den fünften Platz. 2021 war Simon Hagenbuch national und international sein Partner. Mit Thibaud Colomb wurde Dillier im Dezember bei der U21-Weltmeisterschaft in Phuket Neunter. Ausserdem wurde er zum nationalen «Youngster of the Year» gewählt.
Seit 2022 spielte Dillier zusammen mit dem Olympiateilnehmer Adrian Heidrich. Im August wurden Dillier/Heidrich Schweizer Meister, im Oktober erreichten sie auf der World Beach Pro Tour beim zweiten Challenge-Turnier in Dubai Platz vier. Nachdem sie in den folgenden beiden Spielzeiten bei der internationalen Beachserie weder ein besseres noch ein gleich gutes Resultat erreichen konnten, trennten sich ihre Wege, und der gebürtige Aargauer begann 2025 eine Zusammenarbeit mit Marco Krattiger. Nach einer Finalteilnahme beim Challenge im Mai in Xiamen konnten sie dieses Resultat im folgenden Monat noch einmal toppen. Beim gleichartigen Event in Stare Jabłonki entschieden sie zunächst Pool D für sich und besiegten danach Vinicius / Heitor sowie Popow / Resnik. Gegen die Olympiasieger Åhman / Hellvig kamen sie kampflos weiter, bevor sie im Finale die Olympia-Neunten Bartosz Łosiak / Michał Bryl in drei Sätzen bezwingen konnten.